# 秀水镇 (乐昌市)
秀水镇，是中华人民共和国广东省韶关市乐昌市下辖的一个乡镇级行政单位。

## 行政区划
秀水镇下辖以下地区：
大罗岭村、大竹山村、芳塘村、何家冲村、黄金洞村、田心村、西河村、消山村、秀水村和中排村。